# Palayam
Palayam là một thị xã panchayat của quận Dindigul thuộc bang Tamil Nadu, Ấn Độ.

## Nhân khẩu
Theo điều tra dân số năm 2001 của Ấn Độ, Palayam có dân số 14.096 người. Phái nam chiếm 51% tổng số dân và phái nữ chiếm 49%. Palayam có tỷ lệ 45% biết đọc biết viết, thấp hơn tỷ lệ trung bình toàn quốc là 59,5%: tỷ lệ cho phái nam là 55%, và tỷ lệ cho phái nữ là 35%. Tại Palayam, 12% dân số nhỏ hơn 6 tuổi.